# Cinque dinastie e dieci regni
Il termine Periodo delle Cinque Dinastie e dei Dieci Regni indica una fase di frammentazione politica nella storia cinese che durò dal 907 (fine della dinastia Tang) fino al 960.
Il Nord della Cina vide l'avvicendarsi di cinque dinastie di durata effimera.
Nella zona meridionale del paese si affermarono invece i dieci regni.

## Le Cinque Dinastie
La prima delle dinastie del nord, nota come Liang posteriore (907-923 d.C.) sorse con l'usurpazione di Zhu Wen. Anche se il suo primo e unico sovrano non riuscì a dominare l'intero paese e regnò per appena sedici anni, questa fu la più longeva delle cinque dinastie, che si successero con impressionante rapidità, cadendo sotto l'urto dei barbari (Qidan) o per mano di usurpatori. Alle dinastie Liang posteriore, Tang posteriore (923-936 d.C.), Jin posteriore (936-947), Han posteriore (947-951) e Zhou posteriore (951-960) fece seguito infine la dinastia Song, che riunificò il paese nel 979.

## I Dieci Regni
I dieci regni del Sud si formarono nelle principali regioni meridionali e mostrarono una durata media superiore a quella delle dinastie. La Cina del Sud si era notevolmente sviluppata sotto i Tang e alcuni regni fiorirono lungo la costa e i principali empori commerciali, come il regno di Min nel Fukien, il regno Wuyue nel Zhejiang e il regno Tang meridionale nella zona del basso Yangtzé. Questi regni non furono militarmente capaci di ristabilire l'unità imperiale né di opporre resistenza all'avanzata dei Song e finirono per sottomettersi alla nuova dinastia. L'elenco completo dei dieci regni è il seguente:
- Wu (907–37)
- Wuyue (907–78)
- Min (909–45)
- Chu (907–51)
- Han del Sud (917–71)
- Shu anteriore (907–25)
- Shu posteriore (934–65)
- Jingnan (924–63)
- Tang del Sud (937–75)
- Han del Nord (951–79).